# تمشک آلپ
تمشک آلپ (نام علمی: Rubus alpinus) نام یک گونه از سرده تمشک است.